# Malmös stadsbussar

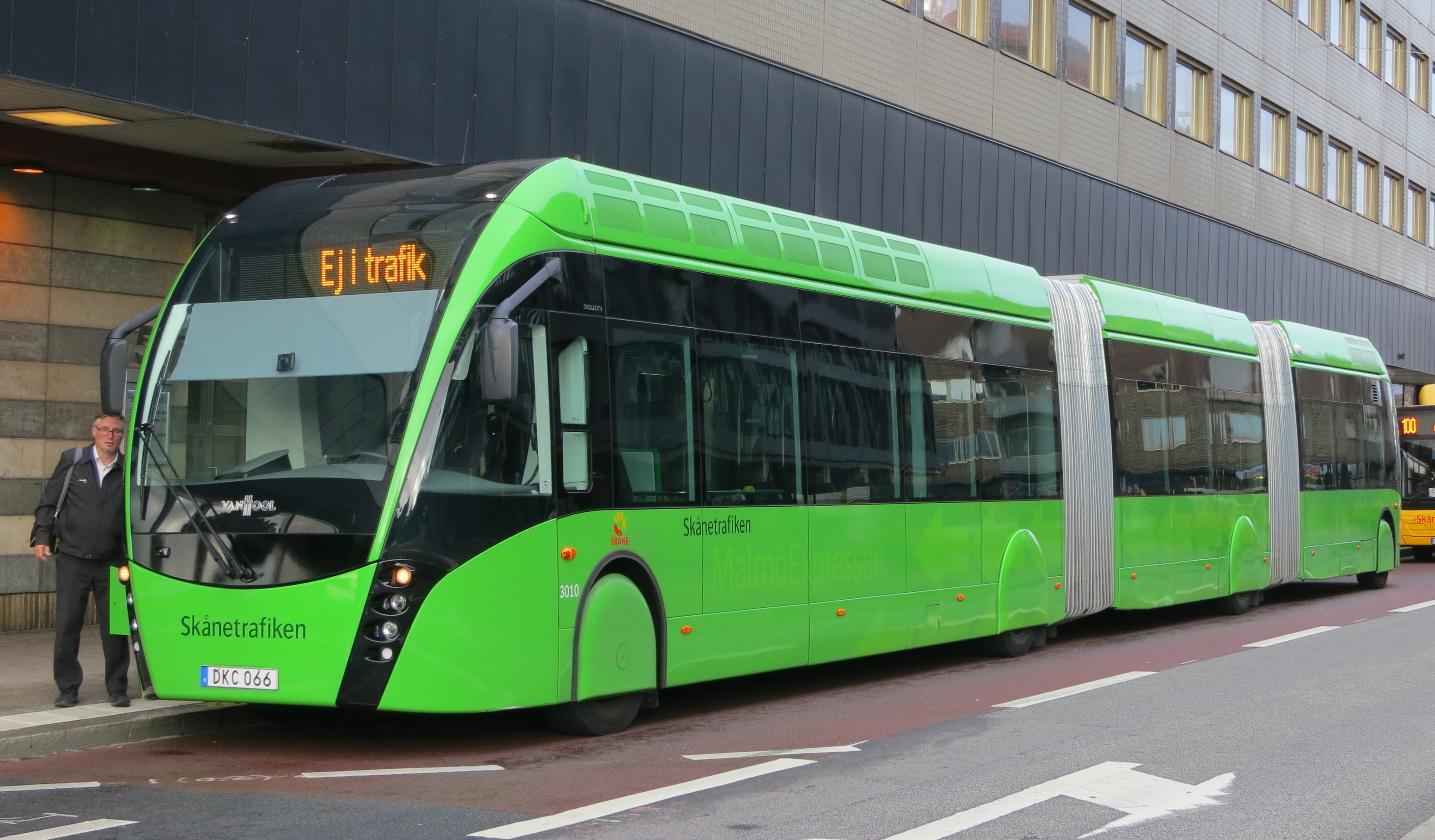
Dubbelledad stadsbuss av typ Van Hool Exqui.City som trafikerar linje 5, augusti 2014.

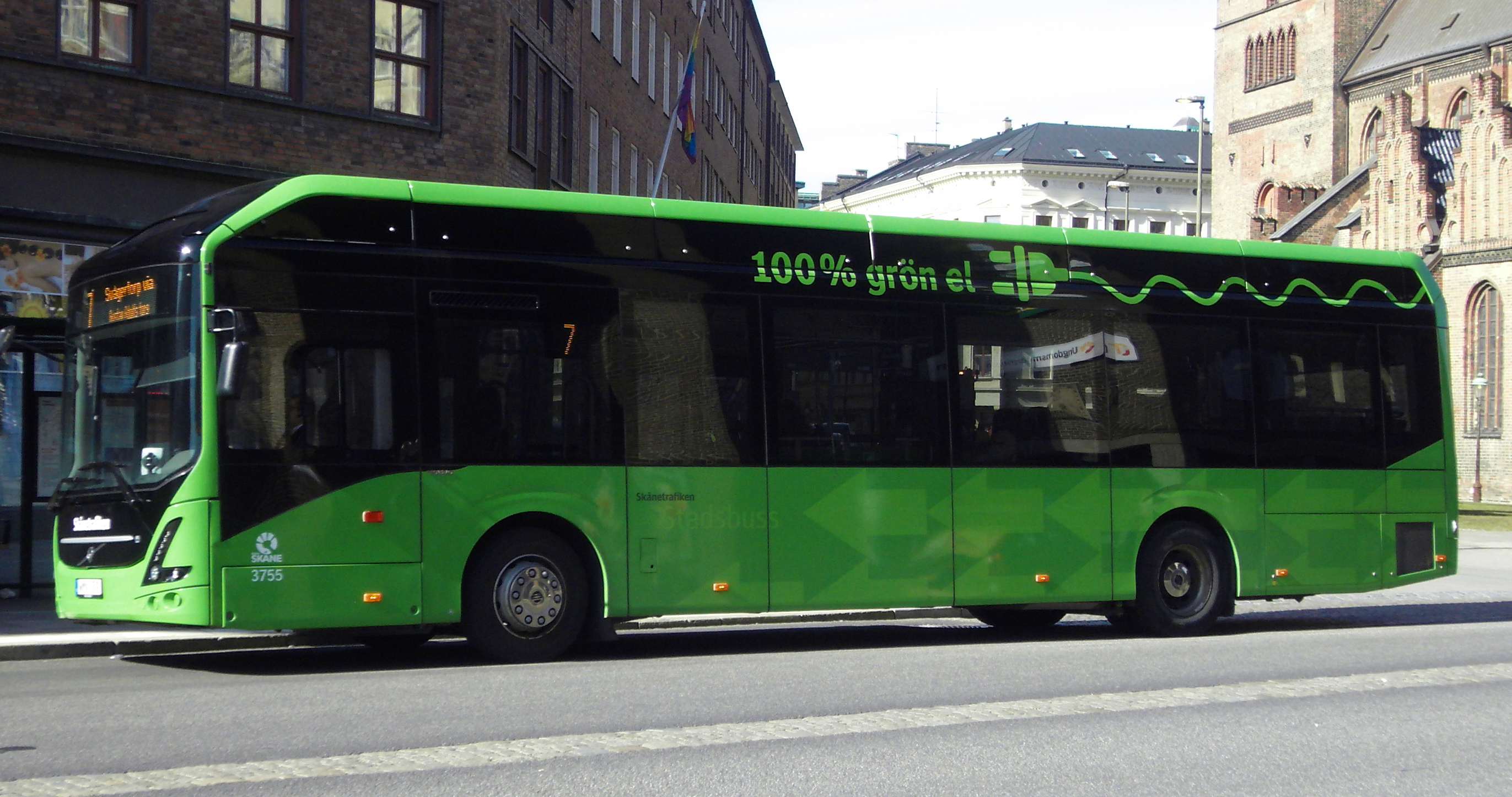
Elektrisk buss av typ Volvo 7900 på linje 7, i mars 2021.

Malmös stadsbussar består av ett 15-tal reguljära busslinjer. Skånetrafiken, en förvaltning inom Region Skåne, ansvarar för busslinjenätet i Malmö och i övriga Skåne.

## Linjenät

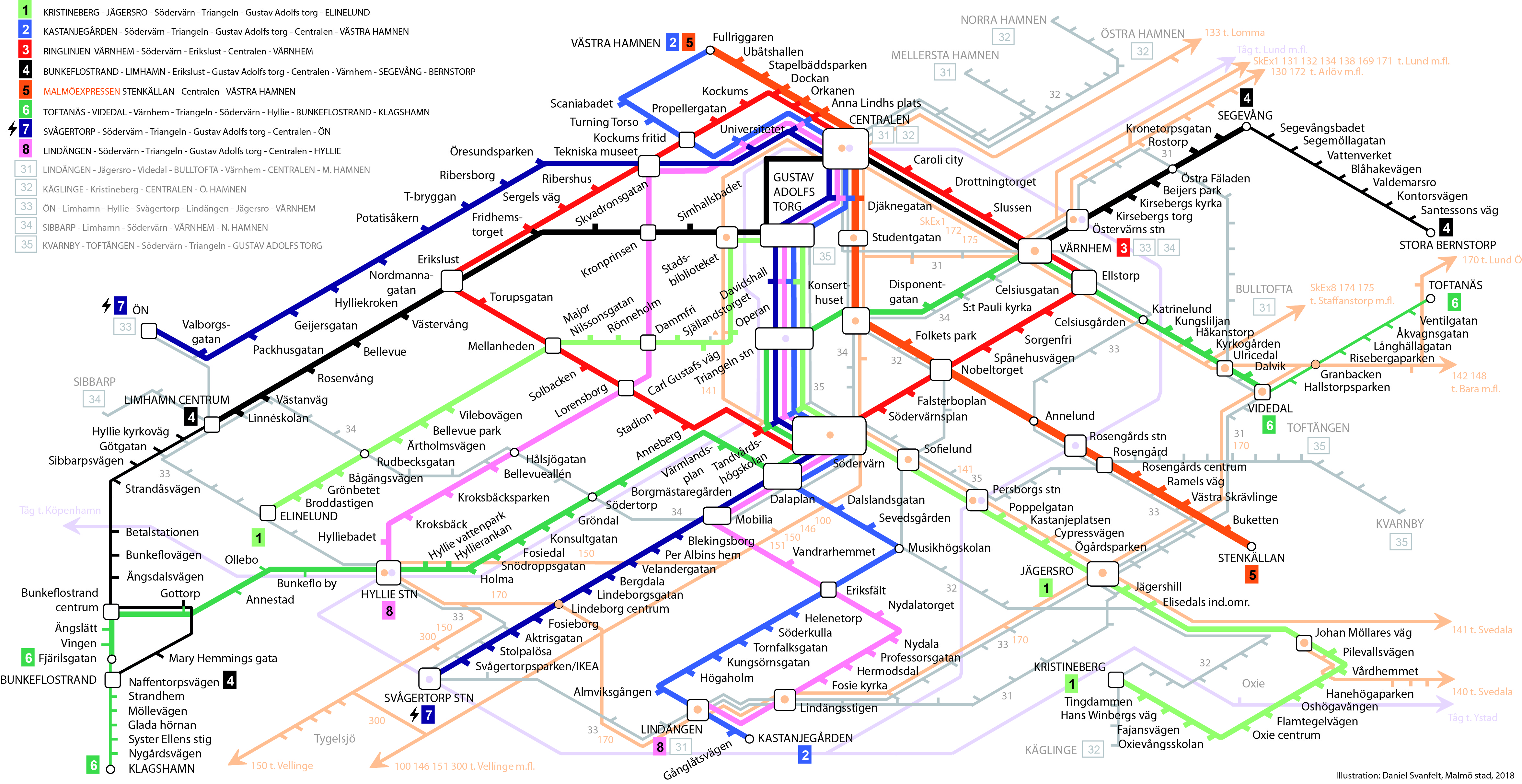
Malmös linjenät av stadsbussar, regionbussar och persontåg, december 2018.

Malmös stadsbussar bestod 2005–2021 av åtta huvudlinjer, fem pluslinjer, en "nöjeslinje", en sjukhusbuss samt fem anropsstyrda linjer. År 2022 tillkom huvudlinjerna 9 och 10. Linje 9 är en modifierad version av den tidigare linje 33. Under året tillkom också pluslinjerna 47 och 37. Alla bussarna är lackerade i limegrönt.
Busslinjenätet är uppbyggt kring ett stomlinjesystem, med "huvudlinjer" som radiella genomgående linjer. Med radiella linjer menas att de går från ett ytterområde, genom centrum, till ett annat ytterområde. Dessa har den största delen av det interna resandet. Sedan 2014 trafikeras en av dessa linjer, nummer 5, av 24 meter långa dubbelledade gas-el-hybridbussar, under namnet MalmöExpressen. Detta är den största linjen räknat i passagerarantalet i högtrafik. 2022 blev även linje 8 MalmöExpressen.
Huvudlinjerna kompletteras av "pluslinjer" (i nummerserien över 30) med lite lägre frekvens som tar hand om mycket av resandet på tvären. En ganska stor omläggning av busslinjenätet gjordes när järnvägssträckan Citytunneln öppnades i december 2010.
Utöver stadsbuss går det även att åka med regionbussar och tåg inom staden. Sedan december 2018 ingår även pågatågslinjen Malmöpendeln som en del i det interna kollektivtrafiksystemet, på sträckan Malmö C-Östervärn-Rosengård-Persborg-Svågertorp-Hyllie, i halvtimmestrafik med vidare förlängning mot Triangeln-Malmö C-Lomma-Furulund och slutstation Kävlinge. 15 juni 2025 gjorde Skånetrafiken ändringar i linjenätet. Bland annat blev linje 34 istället linje 14, en ny linje 15 till Arlöv tillkom samt ändringar på linje 3 gjordes.

### Huvudlinjer
Huvudlinjerna är Skånetrafikens benämning på stombusslinjer och stads-expresslinjer som trafikerar bland annat Malmö med "uppochner"-principen, det vill säga att invånare i alla stadsdelar enkelt ska kunna nå stadens centrum. I Malmö trafikerar dessa linjer under vintertidtabellen var 3–10:e minut på vardagar under rusningstid och var 7,5-30:e minut på helgerna. Däremot blir det när det går som mest sällan varje halvtimme eller så slutar de trafikera eftersom de inte kör så dygnet runt. Malmöexpressen trafikerar med 20-minuterstrafik, men även den slutar att köra på natten.

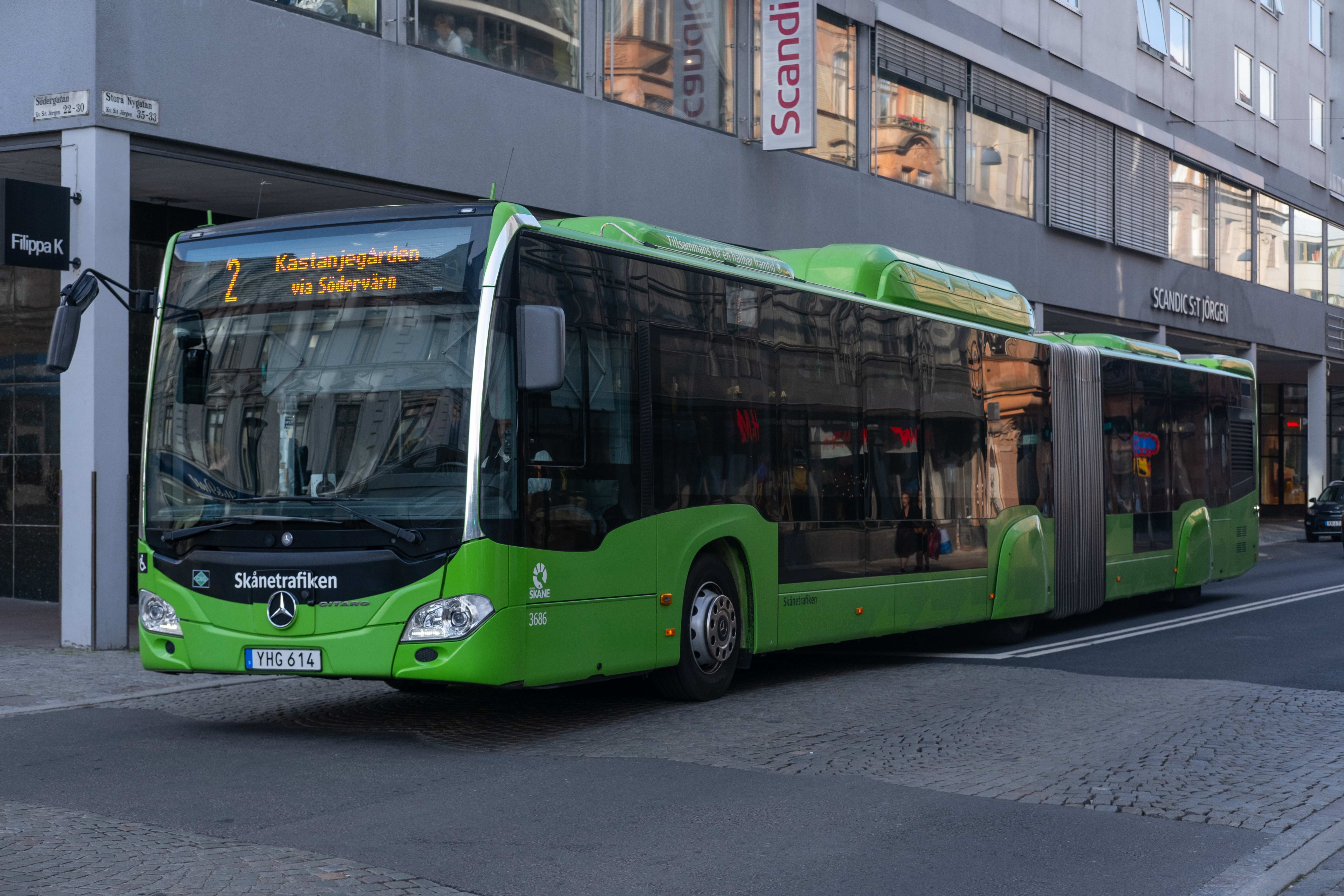
En Mercedes Benz Citaro G ledbuss på Linje 2 i Malmö.

| Linje | Sträckning                                                                                           |
| ----- | --- |
| 1     | G. A. Torg - Triangeln - Södervärn - Persborg - Jägersro - Oxie - Kristineberg                       |
| 2     | Kastanjegården - Lindängen - Söderkulla - Södervärn - Triangeln - G. A. Torg - Malmö C               |
| 3     | Värnhem - Malmö C Norra - Västra Hamnen - Erikslust - Isstadion - Södervärn - Värnhem                |
| 4     | Annetorp - Limhamn - Erikslust - G. A. Torg - Malmö C - Värnhem - Kirseberg - Segevång - Segemölla   |
| 5 MEX | Stenkällan - Rosengård - Nobeltorget - Malmö C - Västra Hamnen                                       |
| 6     | Bunkeflostrand - Hyllie - Södervärn - Triangeln - Värnhem - Videdal - Toftanäs                       |
| 7     | Svågertorp - Lindeborg - Södervärn - Triangeln - Malmö C - Ribersborg - Limhamns hamnområde - Ön     |
| 8 MEX | Lindängen - Nydala - Södervärn - Triangeln - G. A. Torg - Malmö C - Västra hamnen                    |
| 9     | Ön - Limhamn - Hyllie - Lindängen - Jägersro - Rosengård - Värnhem - Malmö C - Östra hamnen          |
| 10    | Malmö C - Dammfri - Lorensborg - Kroksbäck - Hyllie - Svågertorp                                     |
| 11    | Elinegård - Dammfri - G. A. torg - Triangeln -Södervärn - Persborg - Rosengård - Fortuna Hemgården   |
| 12    | Klagshamn - Bunkeflostrand - Limhamn - Ribersborg - Malmö C - Nobeltorget - Oxie - Käglinge          |
| 13    | Malmö C - Östra hamnen - Segevång - Bulltofta - Videdal - Jägersro- Fosieby - Lindängen - Svågertorp |
| 14    | Sibbarp - Limhamn - Bellevuegården - Södervärn - Värnhem - Segevång - Bernstorp                      |
| 15    | Kryddgården/Rosengård - Persborg - Södervärn - Triangeln - Värnhem - Östra hamnen - Arlöv            |
| 16    | Klagshamn - Bunkeflo - Hyllie                                                                        |

### Pluslinjer
Pluslinjerna beskrivs som "kors-och-tvärs"-linjer, som i regel trafikerar mellan stadsdelarna och har tillgång istället för snabbhet som första mål. Dessa bussar går mer sällan än huvudlinjerna: var 5-20:e minut under rusningstid på vardagar. Under lågtrafik går pluslinjerna med 10-30-minuters intervall. De går heller inte lika sent som huvudlinjerna, utan slutar gå vid 21–23-tiden.
| 35 | Sjölundaviadukten - Östra hamnen - Norra hamnen |
| 37 | Lockarp - Jägersro - Elisedal - Kvarnby by      |
| 39 | Malmö C - Mellersta hamnen                      |
| 84 | Matchbuss till Eleda Isstadion (När MFF spelar) |

Anropsstyrda linjer
Det finns även fyra anropsstyrda linjer, som måste beställas minst två timmar i förväg. De går från utkanten av staden och ännu längre ut, och syns inte på Skånetrafikens linjekarta. Dessa går bara en gång om dagen i varje riktning, mot staden på morgonen och utåt på eftermiddagen.
| 50 | Klagshamnsverket - Klagshamn - Pile |
| 51 | Hyllie - Skumparp                   |
| 55 | Jägersro - Elisedal - Almåsa        |
| 56 | Lindängen - Lockarp - Käglinge      |

#### Sjukhusbussen
Fram till och med juni 2024 fanns även en sjukhusbuss, som körde runt SUS var tionde minut.
| 99 | SUS Östra - Södra - Västra - Mitt - Norra - Tandvårdshögskolan - Östra |

## Knutpunkter

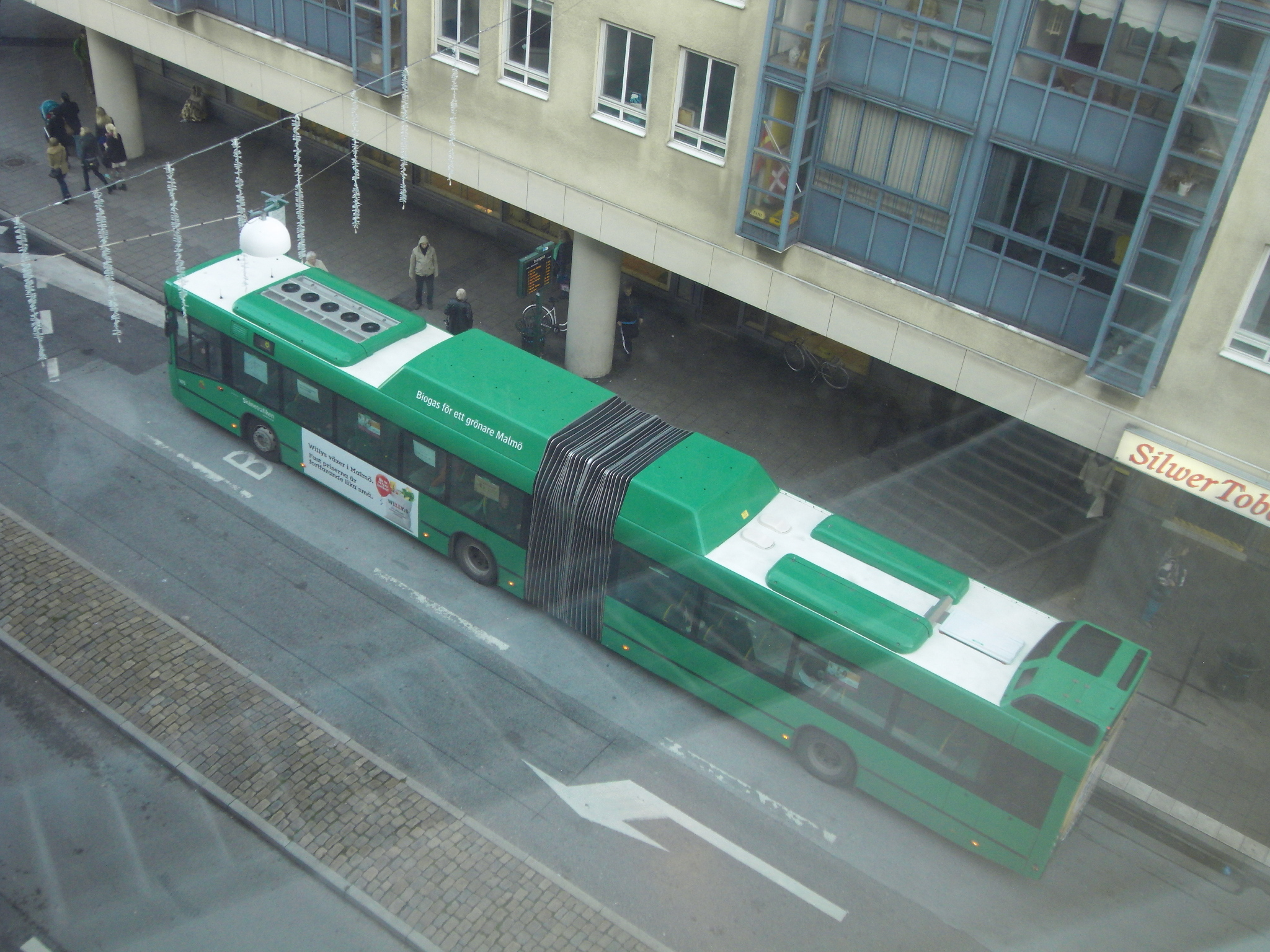
Volvo 7700-ledbuss på linje 8 i Triangeln november 2013.

Malmö har sex knutpunkter för stads- och regionbussar:
- Malmö centralstation
- Södervärn
- Värnhem
- Triangeln (endast stadsbussar)
- Gustav Adolfs torg (endast stadsbussar)
- Hyllie station

## Bussar och trafikupphandling
Trafiken upphandlas av Skånetrafiken och utförs av olika operatörer i fyra trafikpaket. All trafik körs av Nobina.
Vagnparken består av Mercedes-Benz Citaro i flera modeller. Dubbelledade bussar av typen Van Hool Exqui.City kör på MalmöExpress-linjerna de äldre är gashybrider men de senare från 2022 är helektriska.  
2018 fick Malmö elbusspremiär då linje 7 fick elbussar av typen Volvo 7900E senare år 2021 tillkom även ledbussversionerna av dessa, Volvo 7900EA. På Ringlinjen kör man sedan 2021 med elbussar av modellen MAN 12E.
Samtliga bussar är av lågentré- eller låggolvstyp och drivs av naturgas med biogasinblandning (Compressed Natural Gas, CNG). Undantagna är de äldre Citaro-bussarna från 2016 vilka drivs av biodiesel (RME). De nya bussarna från 2018/2022 är eldrivna och depåladdade med undantag för bussarna på linje 7 som laddas på ändhållplatserna. De äldre Citaro-bussarna från 2016 drivs av biodiesel. Malmös stadsbussar är gröna, som alla Skånetrafikens stadsbussar. Åren 2006–2007 köptes 111 nya bussar in, och 69 gamla som behölls rekonditionerades. Dessa bussar rullar inte längre.
Skånetrafiken och Nobina kör sedan 1 juni 2014, efter ombyggnader av Malmö stad, dubbelledbussar på linje 5 under namnet Malmöexpressen, som ett steg mot en möjlig framtida spårvagnstrafik.. Femton bussar av gas-hybridtyp av fabrikatet Van Hool köptes in. Kapaciteten är 1 100 passagerare per timme i vardera riktningen.

## Spårvägsplaner
I samarbete med Region Skåne och Skånetrafiken har viss planering gjorts för spårväg i både Malmö och Helsingborg. Kommunen har genomfört en förstudie för en första etapp, omfattande stråken från Stenkällan och Lindängen, med anslutning till Malmö Central, till Västra hamnen. 